# Sebastes rufinanus
Sebastes rufinanus és una espècie de peix pertanyent a la família dels sebàstids. Només se'n coneixen dos exemplars, els quals van ésser trobats després d'una detonació d'explosius de la marina dels Estats Units d'Amèrica a l'illa Sant Climent (Califòrnia).

## Etimologia
Sebastes prové del mot grec sebastes (august, venerable), mentre que rufinanus vol dir nan vermell en llatí.

## Descripció
Fa 17 cm de llargària màxima i, just després d'ésser capturat, és de color vermell fosc al dors esvaint-se a vermell brillant al ventre. Les membranes de les aletes (tret de l'anal, la qual és de color vermell clar) presenten una coloració vermella fosca. Peritoneu negre. 30-33 escates a la línia lateral. Absència d'espines supraoculars.

## Reproducció
És de fecundació interna i vivípar.

## Alimentació
El seu nivell tròfic és de 3,18.

## Hàbitat i distribució geogràfica
És un peix marí, bentopelàgic (probablement, a més de 183 m de fondària) i de clima subtropical, el qual viu al Pacífic oriental central: l'illa Sant Climent al sud de Califòrnia (els Estats Units) i el corrent de Califòrnia.

## Observacions
És inofensiu per als humans, el seu índex de vulnerabilitat és de baix a moderat (34 de 100) i poca cosa més se sap d'aquesta espècie: segons l'anàlisi dels otòlits de l'exemplar més vell trobat (de 8 anys), hom creu que va assolir la maduresa sexual al voltant dels 3 anys de vida.